# 224年
| 千纪： | 1千纪                                                                                           |
| 世纪： | 2世纪 \| 3世纪 \| 4世纪                                                                         |
| 年代： | 190年代 \| 200年代 \| 210年代 \| 220年代 \| 230年代 \| 240年代 \| 250年代                       |
| 年份： | 219年 \| 220年 \| 221年 \| 222年 \| 223年 \| 224年 \| 225年 \| 226年 \| 227年 \| 228年 \| 229年 |
| 纪年： | 甲辰年（龙年）；曹魏黄初五年；蜀汉建兴二年；东吴黄武三年                                        |

## 大事记
- 第二次曹丕伐吴之战，八月至十月爆發第一次廣陵事變，曹丕兩度閱兵於廣陵，但雙方並未交鋒。
- 护乌桓校尉田豫击轲比能。
- 安息帝國法爾斯伊什塔克爾的統治者阿爾達希爾一世叛變，殺害安息帝國最後一位統治者阿爾達班五世，建立薩珊王朝。

## 各国领袖

### 亞洲
- 中國（三国）
  - 蜀漢皇帝：后主刘禅（223年－263年）
    - 蜀漢丞相：诸葛亮（221年－234年）

  - 曹魏皇帝：魏文帝曹丕（220年－226年）
  - 吴王：孙权（222年－252年）
- 拓跋部 - 拓跋力微, 鲜卑大人（219年－277年）
- 小种鲜卑 - 轲比能, 鲜卑大人（190年－235年）[1]
- 日本- 神功皇后（攝政，200年－270年）
- 泰米尔哲罗王朝 - Yanaikat-sey Mantaran Cheral（201年－241年）
- 亚美尼亚- 梯里达底二世 (亚美尼亚)（英语：Tiridates II of Armenia）, 亚美尼亚王（217年－252年）
- 朝鲜半岛 (朝鲜三国)
  - 百济 - 仇首王, 百济王 （214年－234年）
  - 伽耶 - 居登王, 伽耶君主（199年－259年）
  - 高句丽 - 山上王, 高句丽王（197年－227年）
  - 新罗 - 奈解尼師今, 新罗王（196年－230年）
- 伊比利亚 - Vache, 伊比利亚国王（216年－234年）
- 贵霜帝国 - 波調, 贵霜君主（c.191年－225年）
- 安息帝国 - 
  - 沃洛吉斯六世, 安息国王（c.208年－228年）
  - 阿尔达班四世, 安息国王（c.216年－224年）
- 波斯萨珊王朝 – 阿尔达希尔一世, 波斯国王（224年－241年）

### 欧洲

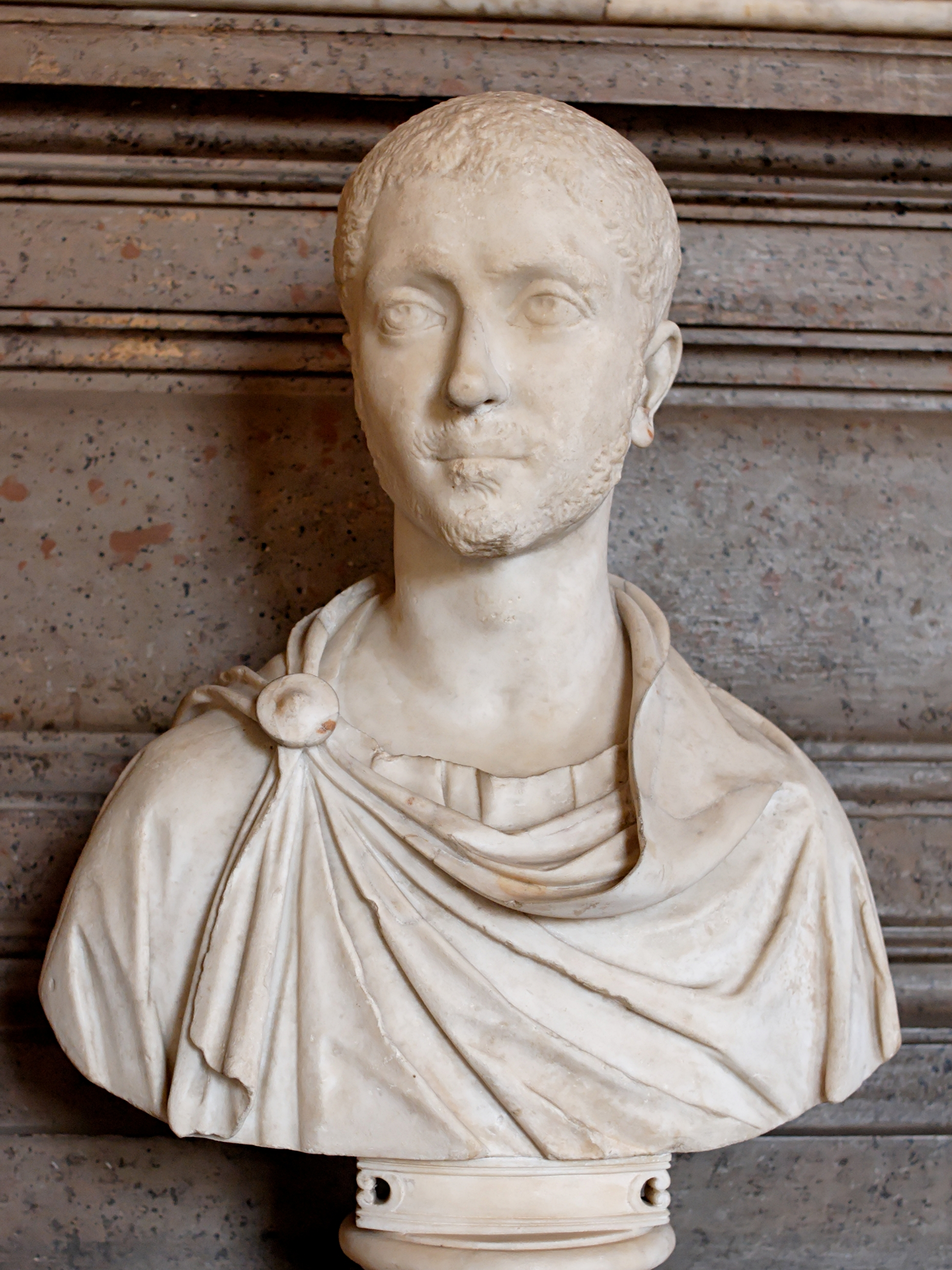
罗马帝国皇帝亚历山大·塞维鲁

- 罗马帝国（塞维鲁王朝）- 亚历山大·塞维鲁（222年－235年）

### 非洲
- 库施王朝 - Aryesbokhe国王，（215年－225年）

## 出生
- 孫和，孫權的三子（253年去世）29岁。
- 裴秀，曹魏官吏，後為晉朝官員，地圖學家（271年去世）27岁。

## 逝世
- 朱治，東吳重要將領，孫家三代元勳（155年出生）69岁。
- 蘇則，曹魏涼州官員。